# Musca parasitica
Musca parasitica là một loài ruồi trong họ Tachinidae.